# Hrutov
Hrutov (en allemand : Hortau) est une commune du district de Jihlava, dans la Vysočina, en République tchèque. Sa population s'élevait à 101 habitants en 2024.

## Géographie
Hrutov se trouve à 6 km au sud de Brtnice, à 18 km au sud-sud-est de Jihlava et à 128 km au sud-est de Prague.
La commune est entièrement englobée à l'intérieur du territoire de la commune de Kněžice.

## Histoire
La première mention écrite du village date de 1490.

## Transports
Par la route, Hrutov se trouve à 7 km de Brtnice, à 19,5 km de Jihlava et à 150 km de Prague.